# 脱臭

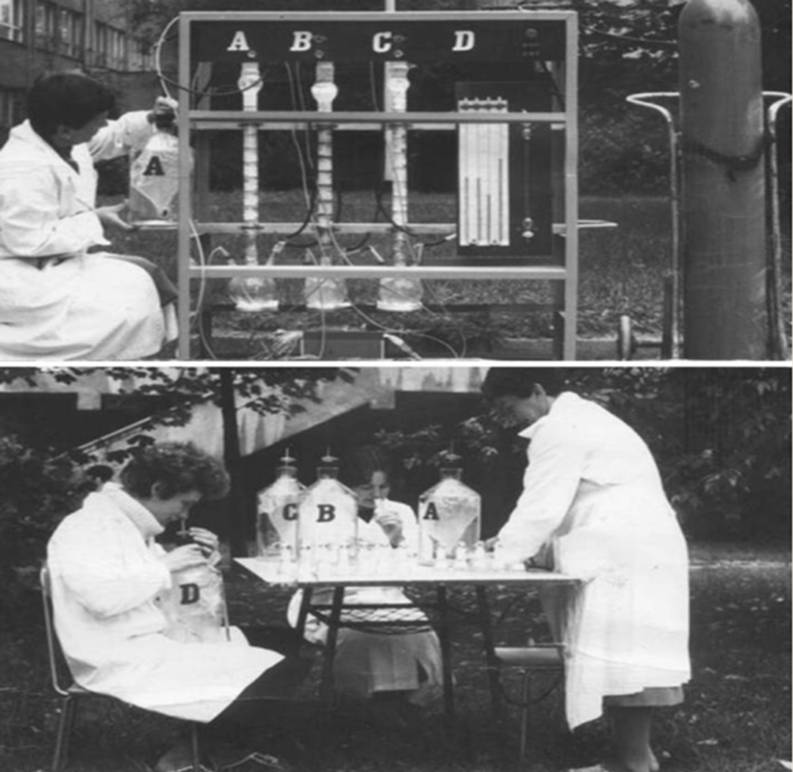
魚粉製造工場の排気脱臭装置の試験

脱臭（だっしゅう）は、臭いの元となる物質を分解や吸着等の方法により除去すること。

## 脱臭の方法
脱臭の代表的な方法には以下が挙げられる。

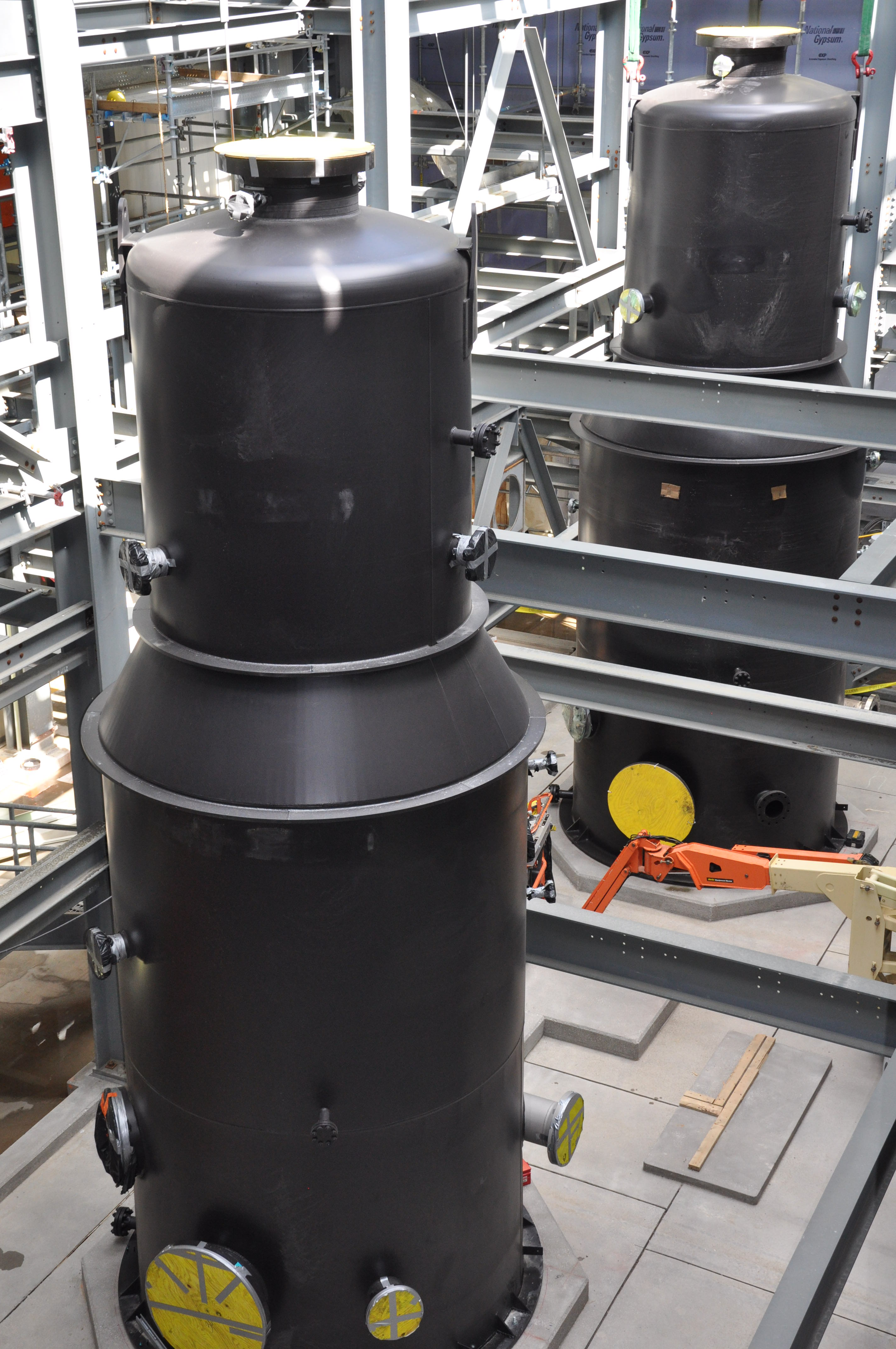
サーマルオキシダイザー

- 燃焼 - サーマルオキシダイザーで悪臭分子を分解する
- 洗浄 - （水や、硫酸・苛性ソーダ・次亜塩素酸ソーダなどの薬液などを利用）
- 生物分解
- 吸着 - （活性炭などを利用）
- オゾン酸化
- マスキング
- 中和剤
- コロナ放電
- プラズマ放電
- 圧縮凝集

## ギャラリー

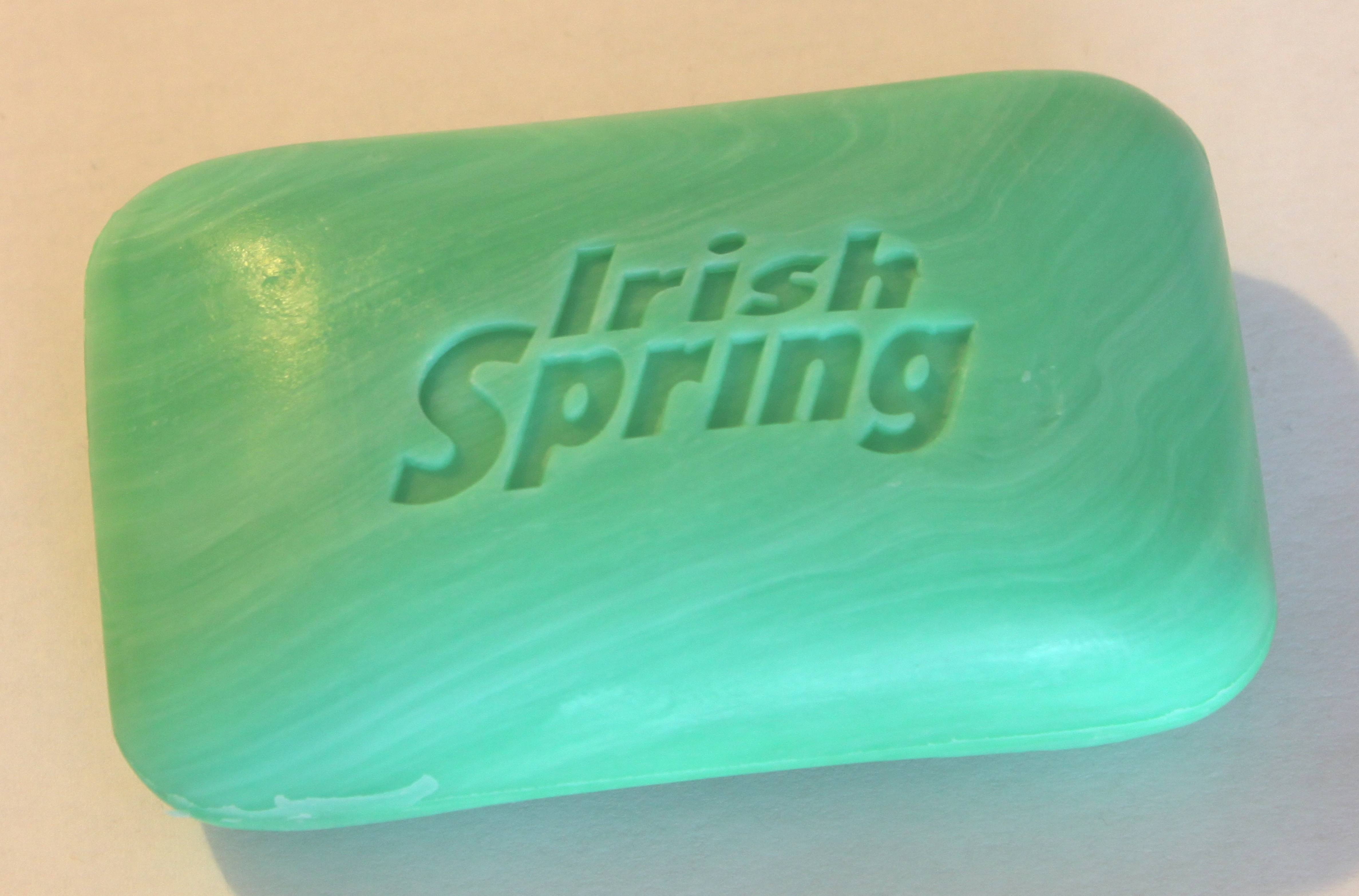
洗剤
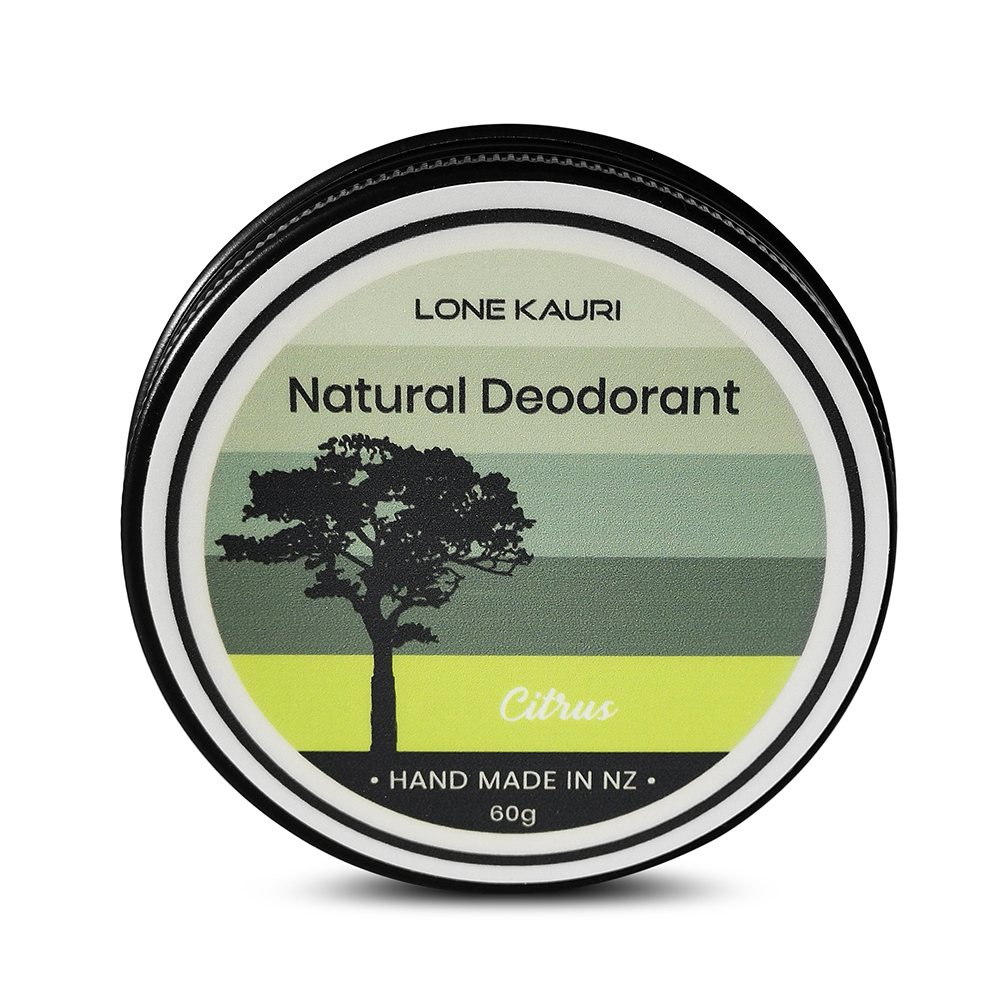
デオドラント
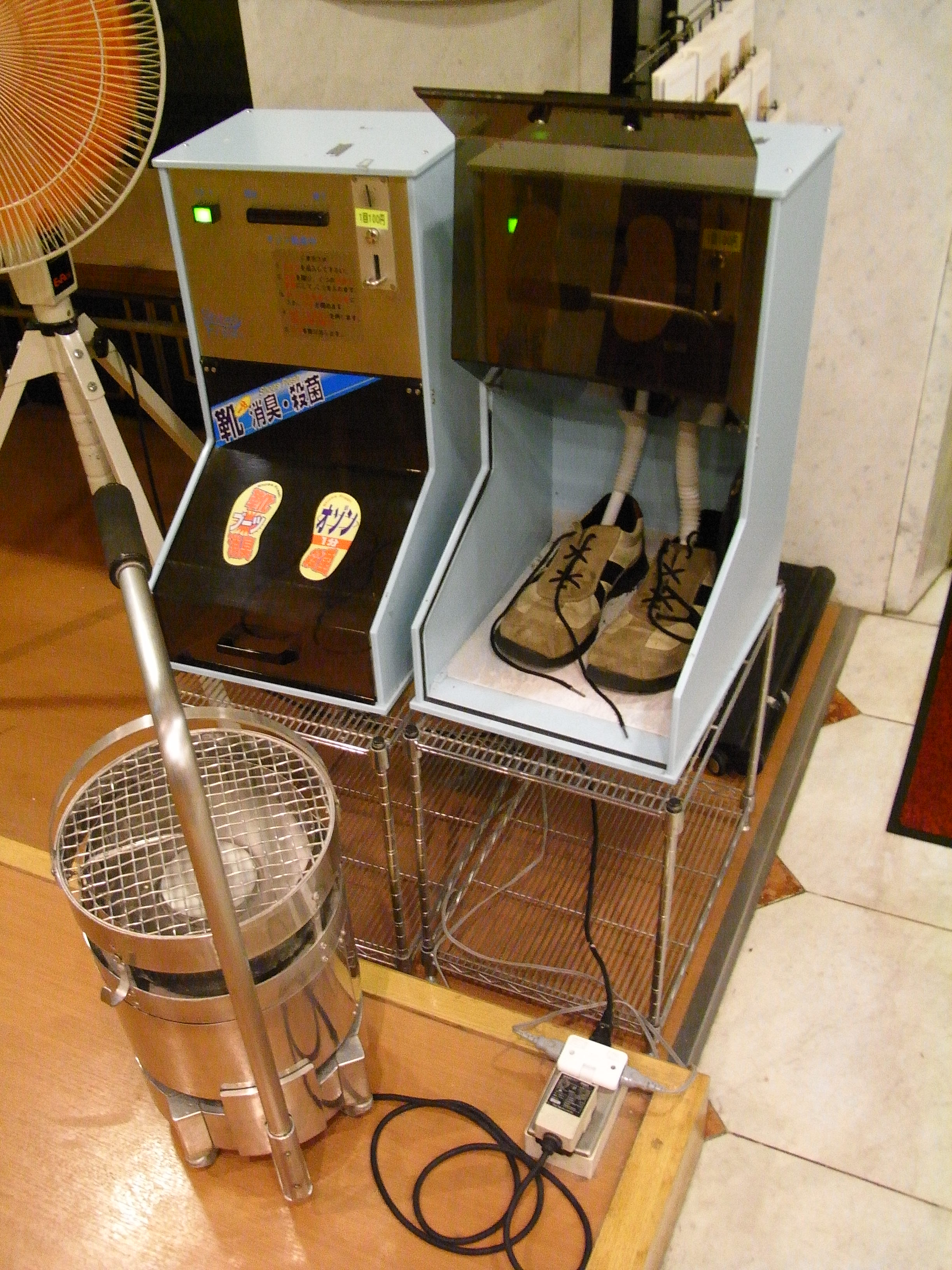
靴の消臭機